# Jan Tabor (Publizist)
Jan Tabor (* 1944 in Poděbrady; † 29. Oktober 2021 in Venedig) war ein tschechisch-österreichischer Architekt, Architekturtheoretiker, Kulturpublizist und Ausstellungsmacher.
Jan Tabor studierte von 1963 bis 1968 an der Technischen Universität Brünn. 1968 musste er aufgrund der sowjetischen Intervention gegen den Prager Frühling seinen Wohnsitz nach Wien verlegen. Von 1968 bis 1970 studierte er Grünraumgestaltung an der Hochschule für Bodenkultur in Wien und von 1970 bis 1973 Architektur und Raumplanung an der Technischen Universität Wien. Tabor war von 1992 bis 2009 Lehrbeauftragter an der Universität für angewandte Kunst Wien. Er kuratierte zahlreiche Ausstellungen, darunter 1994 die vielbeachtete Schau „Kunst und Diktatur“ im Künstlerhaus in Wien und publizierte in überregionalen Medien wie Kurier, Arbeiter-Zeitung, Falter und Süddeutsche Zeitung. Er lebte in Brünn und Wien und war von 2000 bis 2015 Gastprofessor an der Akademie der bildenden Künste in Bratislava.
Tabor wurde mit dem Preis der Stadt Wien für Publizistik 2011 ausgezeichnet.